# تاتارسکایا اورادا
تاتارسکایا اورادا (انگلیسی: Tatarskaya Urada) یک شهرک در شهرستان یانائولسکی استان باشقیرستان کشور روسیه است.